# Soulfly
Soulfly é uma banda de groove metal formada em 1997 em Phoenix, Arizona pelo brasileiro Max Cavalera, após sair da banda Sepultura em 1996. O conteúdo das letras geralmente aborda a  espiritualidade, política e a religiosidade, sendo que os recentes álbuns também abrangem temas como guerra, violência, agressão, escravidão e ódio. A banda lançou até agora dez álbuns de estúdio, um EP, dezenove singles e um DVD. Seu disco de estreia, auto-intitulado Soulfly, lançado em abril de 1998, recebeu certificado de ouro pela RIAA.

## História
O brasileiro compositor de heavy metal, guitarrista e cantor Max Cavalera formou o Soulfly em 1997 após sair da banda Sepultura em 1996. Ainda muito abalado com a morte de seu enteado, Dana Wells, e a sua saída do Sepultura, Max compôs novas músicas para um álbum, com uma nova banda.
Em Soulfly, disco auto-intitulado de estreia, houve a participação de muitos artistas, incluindo membros da Nação Zumbi (Jackson Bandeira), Fear Factory, Deftones, Limp Bizkit e outros. O trabalho segue a linha musical originalmente explorada pelo Sepultura no disco Roots: uma mistura entre New Metal e World Music - privilegiando, acima de tudo, os ritmos brasileiros. As músicas possuíam letras que retratavam a fase que Max passava pelo momento, sendo um dos álbuns mais introspectivos do músico, senão o mais, envolvendo coisas como espiritualidade e perseverança. O auto-intitulado álbum, lançado em 21 de abril de 1998, e produzido por Ross Robinson, alcançou a marca de número 79 na Billboard 200. O disco foi gravado em Malibu, na Califórnia e lançado pela gravadora Roadrunner Records.

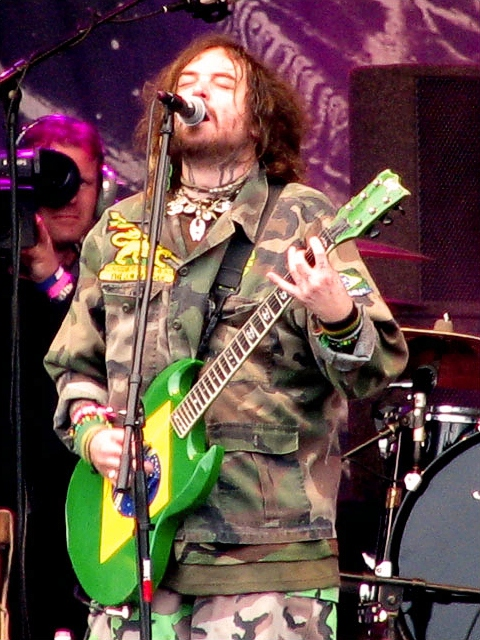
Max Cavalera, guitarrista, vocalista e fundador da banda.

A turnê de divulgação foi extensa. Max e o Soulfly, a época formado por Logan Mader, do Machine Head, nas guitarras, Cello Dias no baixo e o prodígio Roy Mayorga na bateria. Tocaram no Ozzfest 1998., com Ozzy Osbourne, Tool, Limp Bizkit e Megadeth, e em passeio pela Europa e América, bandas como System Of A Down e Snot abriram os shows. No Brasil, durante o primeiro show do Soulfly em São Paulo, a amizade de Max e João Gordo, do Ratos de Porão fora afetada. Gordo havia sido chamado para cantar em uma música com o Sepultura, banda com que Max havia se separado a pouquíssimo tempo. Ao mostrar o material, Gordo foi ignorado pelo amigo, e então todas as relações entre eles foram cortadas a partir dali. Gordo comentou, mais recentemente: "Rolou que o Max pirou e saiu do Sepultura desperdiçando a oportunidade de uma vida. Mesmo assim o cara ainda era meu amigo e ele até gravou "Caos" do RDP no primeiro Soulfly. Depois fui convidado pelo Iggor para fazer a música “Reza” do álbum "Against" e eu não recusei. O Andreas deu o tema e eu desenvolvi a letra. O Max achou que eu fiz para ele, pois ele andava todo místico nessa época. O cara tomou a minha participação no Sepultura como uma traição e cortou relações comigo de um modo bem traumático. Na MTV ele virou a cara para mim, me chamaram de Judas e aquele Rapadura, que era baixista do Soulfly, veio com um papo furado tipo "porque você fez isso?" “porque você ficou do lado deles?”. Quase sai na mão com aquele guitarrista “coqueiro” que era do Machine Head! Até o Roy Mayorga que era meu amigo ficou duro que nem uma estátua! Eu fiquei chocado, bastante triste e com muita raiva..." Porém, mais recentemente, ambos voltaram a se falar. "Tivemos uma treta errada no primeiro show do Soulfly em São Paulo [em 1998], uma discussão quando a gente esteve na MTV. Acabamos brigando, nem sei o motivo, não dá nem para entender. Eu queria botar tudo para trás e continuar a amizade com ele, sou amigo, gosto muito do Ratos e, para mim, não tem muito a ver ficar brigado com as pessoas.", comenta Max.
Max também ficou conhecido por se ramificar em outras áreas musicais além do Heavy Metal. Ele tornou-se um alto-falante em convenções de música, aparecendo no CMJ New Music Marathon's em Nova York e também estrelou um comercial da Sprite no Brasil..
Após a turnê de suporte do álbum auto intitulado, Logan Mader retornou ao Machine Head e fora substituído por Mikey Doling, que estava sem banda, devido ao fim do Snot. Em 2000 foi lançado Primitive, segundo álbum da banda e o mais bem sucedido comercialmente, chegando a 32º posição na Billboard 200.. e 11º posição nos charts independentes, produzido por Neville Garrick. O baterista do álbum foi Joe Nunez. O álbum contou com participações de Corey Taylor, do Slipknot, Tom Araya do Slayer, dentre outros músicos. A turnê de suporte também foi longa, excursionando ao redor do mundo junto às bandas Pantera e Morbid Angel. Mais uma vez, a banda se apresentou no Ozzfest
No final de 2001, Joe Nunez abandonara a banda para integrar o Stripping the Pistol, e Roy Mayorga retornara ao posto. 3, lançado em 2002, foi o primeiro álbum do Soulfly produzido pelo próprio Max. Cristian Machado, do Ill Niño, e Richie Cavalera, enteado de Max, fizeram participações especiais no álbum. Alcançando a 46º posição na Billboard 200, a banda sai em turnê pela Europa e América do Norte ao lado de Slayer, In Flames, God Fordid e e Will Heaven.

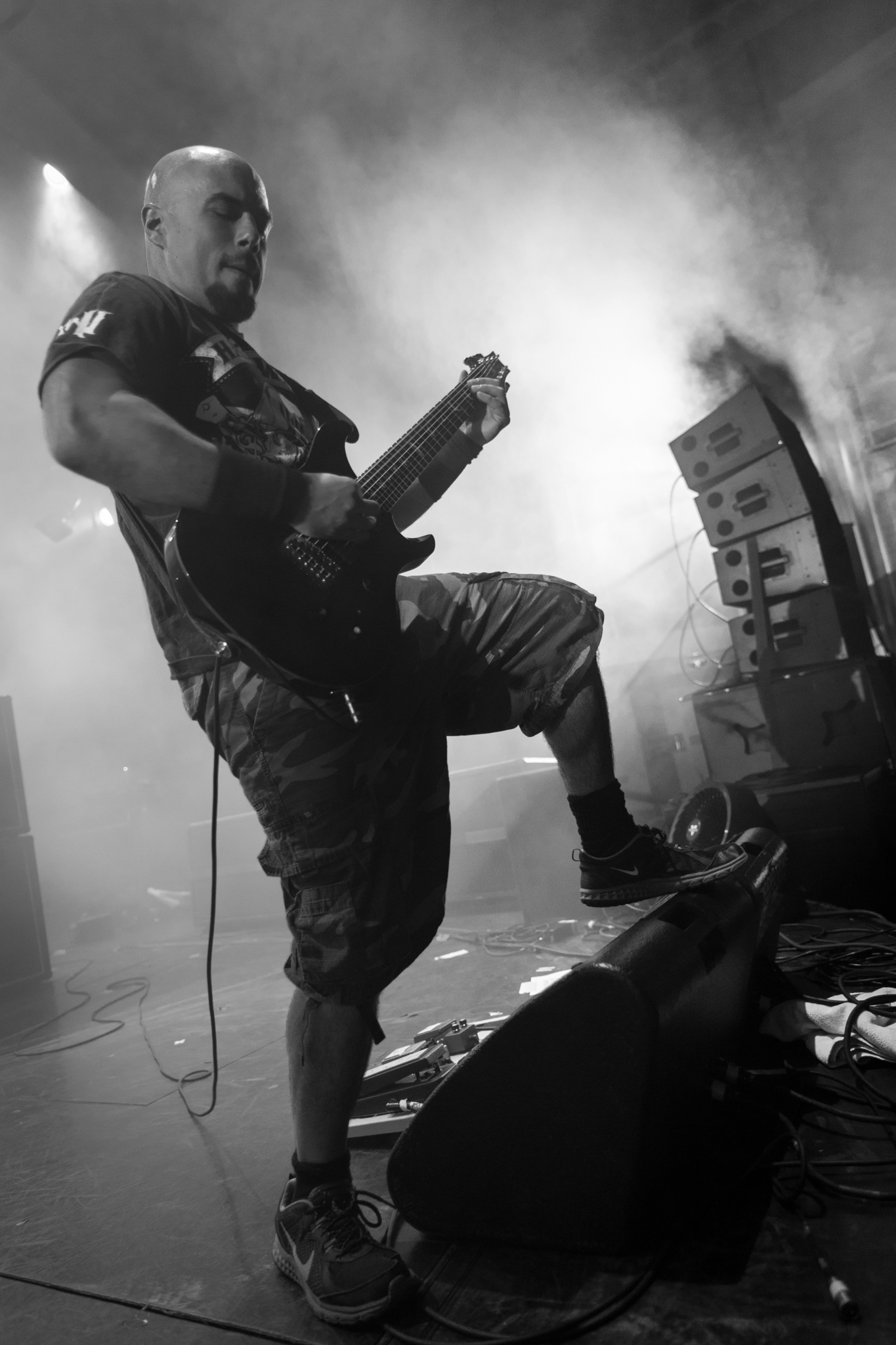
O guitarrista Marc Rizzo durante show.

Em setembro de 2003, após o encerramento da turnê do 3, Cello Dias fora demitido da banda. Doling e Mayorga não gostaram da atitude de Max e acabaram deixando a banda também. Max Cavalera se viu sozinho num período de 3 semanas. Max então, para a gravação do novo álbum montou um novo Line-up: Joe Nunez voltara ao posto de baterista da banda, Marc Rizzo, ex Ill Niño como guitarrista solo e Bobby Burns no contra-baixo. Em 2004 é lançado Prophecy, que também contava com David Ellefson, do Megadeth, que participara tocando o contra-baixo de várias faixas do álbum. Max Cavalera explicou no site da banda que ele queria tocar com diferentes músicos em cada álbum da banda: "Esta é uma abordagem que eu queria fazer há algum tempo. Eu nunca quis o Soulfly como uma banda igual ao Metallica , com os mesmos quatro caras sempre. Em cada álbum Soulfly, sempre mudo o line up e sempre continuará dessa forma. Para fazer isso, eu tinha que começar de dentro para fora e trazer as pessoas que me chamavam a atenção, pessoas que eu nunca tinha tocado antes."
Enquanto membro do Sepultura , Max tinha mostrado interesse em música exótica e regional, em Roots , com os famosos elementos da música indígena brasileira. Esta abordagem se faz presente em Prophecy. Mas viajou para a Sérvia para gravar com músicos tradicionais do país. Na canção "Moisés", ele trabalhou com a banda sérvia Eyesburn, que também possui influências de reggae de um de seus ídolos, Bob Marley. Outras faixas usam instrumentos medievais. Danny Marianino e Asha Rabouin participaram do álbum como vocalistas convidados, e Max Cavalera novamente produziu o álbum. Prophecy foi lançado em 30 de março de 2004 e em abril do mesmo ano, havia alcançado a 82º na Billboard 200, e alcançou o top 50 das paradas de álbuns da Austrália. A banda então saiu em turnê com o Black Sabbath e o Morbid Angel.
Em fevereiro de 2005, o Soulfly lançou seu primeiro DVD , intitulado The Song Remains Insane, retirado de uma faixa do debut de 1998. O DVD serviu como de biografia da banda, contendo imagens ao vivo de apresentações em todo o mundo, entrevistas e todos os videoclipes até então lançados. Em agosto de 2005, a Roadrunner Records reeditou o primeiro álbum da banda, como parte da comemoração do aniversário de 25 anos da gravadora.
Em dezembro de 2004, Max e a banda estavam empenhados para a gravação do 5º álbum de estúdio, mas a banda foi pega de surpresa por várias tragédias que influíram no álbum. Em 8 de dezembro, o amigo de Max, Dimebag Darrel, a época, tocando com o Damageplan, foi morto a tiros enquanto a banda se apresentava em Ohio, e em 10 de dezembro, com oito meses de idade, o neto de Max, Moisés Cavalera, morreu inesperadamente devido a complicações de saúde. No outono seguinte, em 4 de outubro de 2005, foi lançado Dark Ages. Muitos críticos afirmam que nesse álbum, Max Cavalera retornou a suas raízes mais Thrash, como nos primeiros álbuns que lançou com o Sepultura; no entanto, a influência da World Music encontrada nos primeiros quatro álbuns do Soulfly ainda estava presente. Max Cavalera viajou para cinco países diferentes - Sérvia , Turquia , Rússia , França , além dos Estados Unidos -, afim de conhecer e gravar todos os sons que ele desejava no novo álbum.

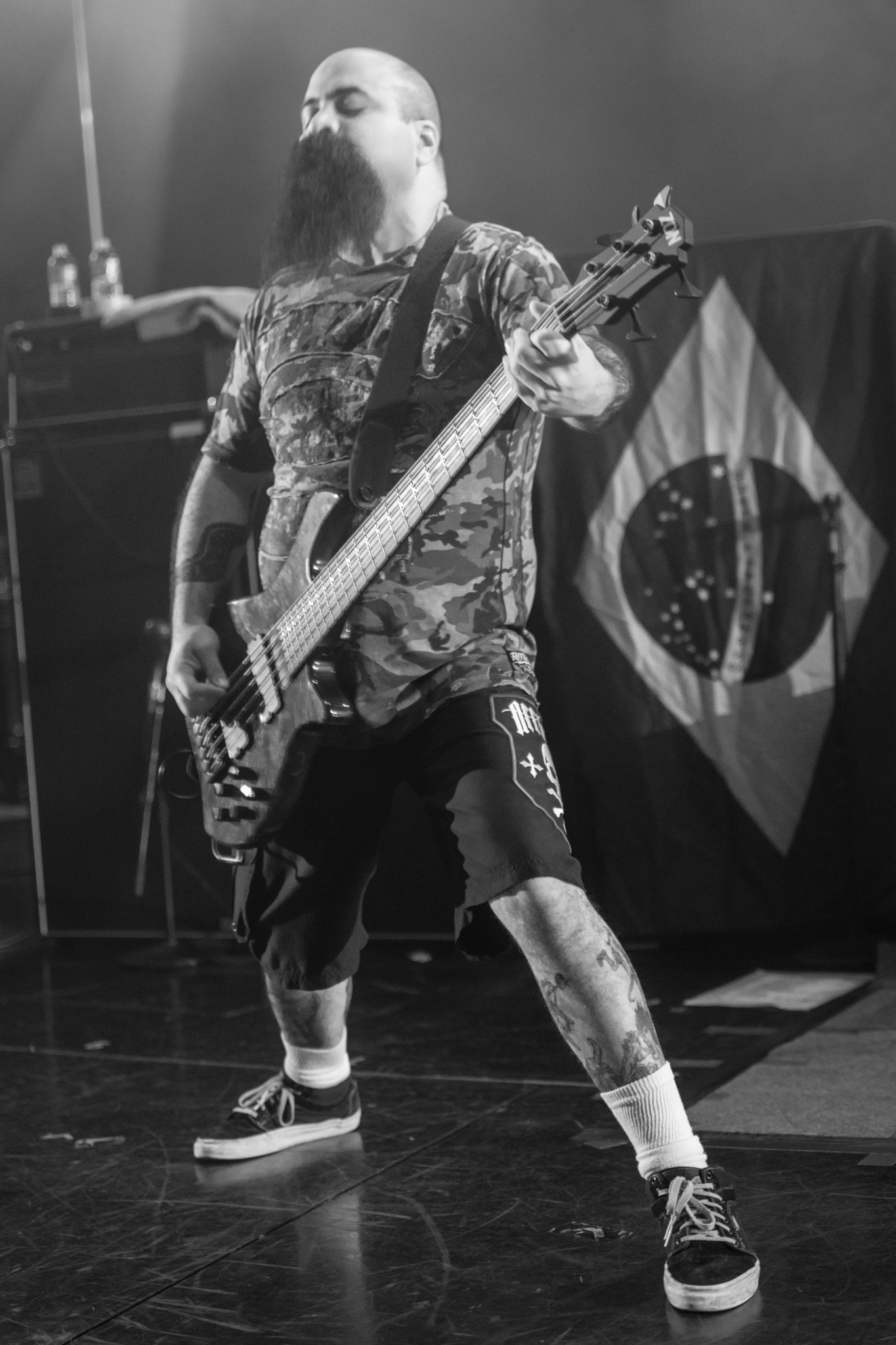
O baixista Tony Campos com o Soulfly em 2015.

Na época, a banda ainda consistia em Max Cavalera , Marc Rizzo , Joe Nunez, e Bobby Burns. David Ellefson voltou a tocar com a banda em duas músicas. O vocalista do Eyesburn, Coyote cantou em "Innerspirit". O vocalista do Stormtroopers of Death, Billy Milano, e a cantora russa Paul Fillipenko participaram da faixa "Molotov", e o enteado de Max, Ritchie Cavalera, da banda Incite, cantou em "Staystrong". A turnê de divulgação foi uma das mais extensas da banda, e excursionaram ao lado várias bandas como Deftones , Korn , Throwdown e Skindred passando pela América do Norte, América do Sul, Europa, Rússia e Austrália.
Em 17 de agosto de 2006, o Soulfly tocou no 10 º show anual D-Low Memorial com vários artistas convidados, incluindo Dave Ellefson e Roy Mayorga, atualmente baterista do Stone Sour . Mais notavelmente, Max se reuniu no palco pela primeira vez em 10 anos com seu irmão Igor Cavalera. Max e Igor formaram o Sepultura juntos no início de 1980, mas não tinha tocado juntos e nem mesmo se falado desde a saída de Max, em 1996. Igor se juntou à banda para uma jam na bateria e ficou no palco para tocar clássicos do Sepultura, como "Roots Bloody Roots" e "Attitude"..
A banda então, entrou em hiato, com os membros participando de outros projetos paralelos. Max Cavalera participou de álbuns e apresentações de diversas bandas, criou parcerias e também trabalhou como produtor. Marc Rizzo saiu em uma turnê de Workshops, onde consagrou-se um dos mais virtuosos guitarristas do Metal na atualidade, e lançara seu primeiro álbum solo, Colossal Myopia, distribuído pela  Shrapnel Records. Bobby Burns comprou um estúdio em Orlando, e desde então trabalhou como produtor para diversas bandas undergrounds. Em setembro de 2006 Bobby sofreu um acidente vascular cerebral leve, e teve de se afastar da turnê norte-americana. Seu posto foi brevemente ocupado por David Ellefson e Danny Lilker . Joe Nunez trabalhou no desenvolvimento de vários acessórios de bateria com a Slug Drums, e também saiu em turnês de workshops.
Em agosto de 2007, o Soulfly fez uma turnê pela Europa antes de tocar no 11 ª Anual D-Low Memorial Show, em Tempe , 31 de agosto de 2007. O Cavalera Conspiracy também fez sua performance ao vivo de estreia, abrindo para o Soulfly. Uma semana após a realização do show, Bobby Burns retornou a banda e os levou para o seu estúdio, para a gravação do sexto álbum de estúdio, que Cavalera havia começado a escrever as faixas durante o verão. No meio de gravação, em 29 de setembro, Max Cavalera suspendeu as gravações para viajar por todo o Egito para adquirir influências sonoras para as novas músicas. Em novembro de 2007, Max Cavalera voltou a Orlando para completar as gravações e o álbum foi mixado por Andy Sneap no início de 2008. O álbum contou com colaborações de Dave Peters do Throwdown e David Vincent do Morbid Angel.
Soulfly lançou seu sexto álbum, intitulado Conquer, em 29 de julho de 2008. Após o lançamento do álbum, a banda excursionou pelos Estados Unidos com Devastation e Pugar o Sky, excursionou pela Europa no inverno de 2009 com Incite, e participaram de grandes festivais por lá. Também foi marcada turnê nos EUA, no outono de 2009, com Cattle Decapitation, Prong e Mutiny Within como bandas de apoio.
Soulfly foi ao Edge of the Studios Terra em Los Angeles, Califórnia, em 6 de novembro de 2009 para começar a gravar seu sétimo álbum com Max Cavalera e Logan Mader responsáveis pela produção. Através de uma série de vídeos disponibilizados na internet, o vocalista Max Cavalera revelou em 13 de novembro de 2009 que o álbum seria chamado Omen, e que possuiria participações de Tommy Victor do Prong e Greg Puciato do The Dillinger Escape Plan. Além disso, o álbum conta com os filhos de Max tocando bateria, Zyon Cavalera na regravação de Refuse Resist, do Sepultura, e Igor Cavalera, filho de Max, e não irmão, em um cover do Excel's, Your Life, My Life. Omen foi lançado mundialmente em 25 de maio de 2010.
Em 18 de julho de 2010, o baixista Bobby Burns postara no Twitter que estaria deixando a banda, sendo substituído então por Tony Campos, do Asesino.
Em agosto de 2011, Joe Nunez foi substituído por David Kinkade, ex baterista do Borknagar. Em setembro de 2011, a banda anunciou que entrara no estúdio para gravar seu próximo álbum, que seria lançado no início de 2012. No final de outubro, foi revelado que a gravações terminaram, e Kinkade afirmou que o novo álbum é como "um Arise após usar crack", de tão pesado que seria. Inicialmente foi confirmada a participação de Adam Warren do DevilDriver , porém este não pode gravar os vocais, e foi substituído por Travis Ryan, vocalista do Cattle Decapitation. Em dezembro de 2011, em entrevista a Metal Hammer , Cavalera afirmou que o tema principal do álbum será a escravidão, com os títulos das músicas "Slave", "Chains", "Legions" (uma canção sobre o Império Romano ), "Gladiador", "Redemption Of a Man" (com Dez Fafara), e "Revengeance" (com 3 filhos de Max: Zyon na bateria, Richie nos vocais e Iggor escrevendo metade dos riffs de guitarra). O álbum foi produzido por Chris "Zeuss" Harris ., com arte gráfica de Marcelo Vasco, que já fez capas de álbuns para bandas como Borknagar, Obituary , e Dimmu Borgir . Em 6 de dezembro, o título do álbum foi anunciado como Enslaved, e o lançamento aconteceria em 13 de março de 2012. Ao longo de 2012, o Soulfly encabeçou o "Maximum Cavalera Tour", com bandas como Incite (liderada por Richie Cavalera) e Lody Kong (com Igor Cavalera Jr. e Zyon Cavalera).. Em outubro de 2012 Kinkade anunciou sua aposentadoria da música., deixando o Soulfly, após um show em Bangcoc. O filho de Max, Zyon, substituiu Kinkade como baterista da banda..
Em abril de 2013 Max anunciou a intenção do Soulfly para gravar mais material após a sua turnê, com o produtor Terry Date . Em julho, Max anunciou que o álbum seria chamado Savages . A banda lançou o álbum em 30 de setembro no Reino Unido, 1 de outubro em os EUA, e 4 de outubro na Europa. Savages apresenta uma série de vocalistas convidados, incluindo Igor Cavalera, do Lody Kong , Jamie Hanks do I Declare War, e Mitch Harris do Napalm Death . O álbum alcançou a 82º posição do Billboard 200 e a banda novamente saiu em turnê mundial.
Em 3 de janeiro de 2015, Max começou a escrever o décimo álbum da banda, a ser produzido por Matt Hyde e com data prevista de lançamento para agosto de 2015 pela Nuclear Blast. Em 1 de maio do mesmo ano, o baixista Tony Campos anunciou em seu Facebook que estava deixando o Soulfly para se juntar ao Fear Factory.

## Membros
| Integrantes atuais - Max Cavalera – vocalista, guitarra base, sitar, berimbau (1997–atualmente) - Zyon Cavalera – bateria, percussão (2012–atualmente) - Mike Leon - baixo, backing vocals (2015-atualmente) Músicos convidados para a turnê - David Ellefson – baixo (2003, 2005, 2006) - Dan Lilker – baixo (2006) - Johny Chow – baixo (2010–2011) - Dave Chavarri - bateria (1999) - Kanky Lora - bateria (2013, 2014, 2015, 2016) - Igor Cavalera Jr. - baixo, backing vocals (2015), teclados, vocais (2017-2018) - Dino Cazares – guitarra solo, guitarra flamenca (2021–atualmente) | Ex-integrantes - Jackson Bandeira (Lúcio Maia) – guitarra solo, backing vocals (1997–1998) - Logan Mader – guitarra solo, backing vocals (1998–1999) - Mikey Doling – guitarra solo, backing vocals, percussão (1999–2003) - Marcelo "Cello" Dias – baixo, backing vocals, percussão (1997–2003) - Roy Mayorga – bateria, percussão (1997–1999, 2002–2003) - Bobby Burns – baixo, backing vocals (2003–2010) - Joe Nunez – bateria, percussão (2000–2001, 2003–2011) - David Kinkade – bateria, percussão (2011–2012) - Tony Campos – Baixo, backing vocals (2011–2015) - Marc Rizzo – guitarra solo, guitarra flamenca (2003–2021) |

## Discografia
| - (1998) Soulfly - (2000) Primitive - (2002) 3 - (2004) Prophecy - (2005) Dark Ages - (2008) Conquer - (2010) Omen - (2012) Enslaved - (2013) Savages - (2015) Archangel - (2018) Ritual - (2022) Totem - (1999) Tribe | - "Eye for an Eye" (1998) - "Umbabarauma" (Jorge Ben cover) (1998) - "Bleed" (1998) - "Tribe" (1999) - "Back to the Primitive" (2000) - "Son Song" (2001) - "Jumpdafuckup" (2001) - "Seek 'n' Strike" (2002) - "Downstroy" (2002) - "Prophecy" (2004) - "Carved Inside" (2005) - "Frontlines" (2006) - "Unleash" (2008) - "Blood Fire War Hate" (2009) - "Rise of the Fallen" (2010) - "World Scum" (2012) - "Bloodshed" (2013) - "Master of Savagery" (2013) - "Ayatollah of Rock 'n' Rolla" (2014) - "We Sold Our Souls to Metal" (2015) - "Archangel" (2015) - "Titans" (2016) | - The Song Remains Insane (2005) - "Bleed" (1998) - "Back to the Primitive" (2000) - "Seek 'n' Strike" (2002) - "Prophecy" (2004) - "Roots Bloody Roots" (live) (2005) - "Carved Inside" (2005) - "Frontlines" (2005) - "Innerspirit" (2006) - "Unleash" (2008) - "Rise of the Fallen" (2010) - "World Scum" (2012) - "Bloodshed" (2013) - "We Sold Our Souls to Metal" (2015) - "Archangel" (2015) |